# El buen patrón
El buen patrón (Nederlands: de goede baas) is een Spaanse film, geschreven en geregisseerd door Fernando León de Aranoa, met een hoofdrol voor Javier Bardem.
De film ging op 21 september 2021 in première op het Filmfestival van San Sebastián. De Spaanse academie selecteerde de film als inzending voor beste internationale film voor de 94ste Oscaruitreiking. De film haalde de shortlist, maar werd niet genomineerd.

## Verhaal
Básculas Blanco, een bedrijf dat industriële weegschalen produceert, wacht op een naderend bezoek van een commissie die gaat bepalen of het bedrijf de lokale Business Excellence-prijs gaat winnen. De baas van het bedrijf, Blanco, stelt alles in het werk om het perfecte plaatje te neer te zetten voor de komst van de commissieleden, maar alles lijkt tegen te zitten. In een race tegen de klok probeert Blanco de balans binnen zijn bedrijf te herstellen en de problemen van zijn medewerkers glad te strijken. Hij overschrijdt daarbij alle denkbare grenzen.

## Rolverdeling
| Acteur             | Personage    |
| ------------------ | ------------ |
| Javier Bardem      | Julio Blanco |
| Manolo Solo        | Miralles     |
| Almudena Amor      | Liliana      |
| Óscar de la Fuente | José         |
| Sonia Almarcha     | Adela        |
| Fernando Albizu    | Román        |
| Tarik Rmili        | Khaled       |
| Rafa Castejón      | Rubio        |
| Celso Bugallo      | Fortuna      |
| Francesc Orella    | Alejandro    |
| Martín Páez        | Salva        |
| Yael Belicha       | Inés         |
| Mara Guil          | Aurora       |
| Nao Albet          | Albert       |
| María de Nati      | Ángela       |

## Productie
In oktober 2020 was bekend dat Fernando León de Aranoa begonnen was met de opnames van zijn nieuwe film, met Javier Bardem in de hoofdrol. De film zou veel van de thema's aankaarten die ook in Leon de Aranoa's eerdere film Los lunes al sol voorbijkwamen. De opnames vonden plaats in Madrid en duurden tot december 2020.

## Release
De film ging in september 2021 in première op het Filmfestival van San Sebastián, waar de film deelnam aan de internationale competitie om de Gouden Schelp. Op het festival van 2002 won Fernando León de Aranoa's film Los lunes al sol de Gouden Schelp, een film die de acteerreputatie van een jonge Javier Bardem bezegelde.

## Ontvangst

### Recensies
Op Rotten Tomatoes geeft 91% van de 11 recensenten de film een positieve recensie, met een gemiddelde score van 8,40/10.

### Prijzen en nominaties
Bij de bekendmaking van de nominaties voor de 36ste Goya-uitreiking brak de film een record met 20 nominaties in 17 categorieën, waaronder beste film, beste regisseur en beste origineel scenario. De film wist 6 Goya's in de wacht te slepen, waaronder beste film, beste regisseur, beste acteur en beste origineel scenario.
De Spaanse academie selecteerde de film als inzending voor beste internationale film voor de 94ste Oscaruitreiking. De film haalde de shortlist, maar werd niet genomineerd.
Onderstaand is een selectie weergegeven van nominaties en filmprijzen:
| Jaar | Evenement                           | Categorie                    | Genomineerde                                  | Resultaat     |
| ---- | ----------------------------------- | ---------------------------- | --------------------------------------------- | ------------- |
| 2021 | San Sebastián (69ste editie)        | Gouden Schelp                | El buen patrón                                | Genomineerd   |
| 2022 | Goya (36ste uitreiking)             | Beste film                   | El buen patrón                                | Gewonnen      |
| 2022 | Goya (36ste uitreiking)             | Beste regisseur              | Fernando León de Aranoa                       | Gewonnen      |
| 2022 | Goya (36ste uitreiking)             | Beste acteur                 | Javier Bardem                                 | Gewonnen      |
| 2022 | Goya (36ste uitreiking)             | Beste mannelijke bijrol      | Celso Bugallo                                 | Genomineerd   |
| 2022 | Goya (36ste uitreiking)             | Beste mannelijke bijrol      | Fernando Albizu                               | Genomineerd   |
| 2022 | Goya (36ste uitreiking)             | Beste mannelijke bijrol      | Manolo Solo                                   | Genomineerd   |
| 2022 | Goya (36ste uitreiking)             | Beste vrouwelijke bijrol     | Sonia Almarcha                                | Genomineerd   |
| 2022 | Goya (36ste uitreiking)             | Beste debuterend acteur      | Óscar de la Fuente                            | Genomineerd   |
| 2022 | Goya (36ste uitreiking)             | Beste debuterend acteur      | Tarik Rmili                                   | Genomineerd   |
| 2022 | Goya (36ste uitreiking)             | Beste debuterend actrice     | Almudena Amor                                 | Genomineerd   |
| 2022 | Goya (36ste uitreiking)             | Beste origineel scenario     | Fernando León de Aranoa                       | Gewonnen      |
| 2022 | Goya (36ste uitreiking)             | Beste camerawerk             | Pau Esteve Birba                              | Genomineerd   |
| 2022 | Goya (36ste uitreiking)             | Beste montage                | Vanessa L. Marimbert                          | Gewonnen      |
| 2022 | Goya (36ste uitreiking)             | Beste artdirector            | César Macarrón                                | Genomineerd   |
| 2022 | Goya (36ste uitreiking)             | Beste productiemanager       | Luis Gutiérrez                                | Genomineerd   |
| 2022 | Goya (36ste uitreiking)             | Beste geluid                 | Iván Marín, Pelayo Gutiérrez, Valeria Arcieri | Genomineerd   |
| 2022 | Goya (36ste uitreiking)             | Beste speciale effecten      | Raúl Romanillos, Míriam Piquer                | Genomineerd   |
| 2022 | Goya (36ste uitreiking)             | Beste kostuums               | Fernando García                               | Genomineerd   |
| 2022 | Goya (36ste uitreiking)             | Beste grime en haarstijl     | Almudena Fonseca, Manolo García               | Genomineerd   |
| 2022 | Goya (36ste uitreiking)             | Beste filmmuziek             | Zeltia Montes                                 | Gewonnen      |
| 2022 | Satellite Awards (26ste uitreiking) | Beste niet-Engelstalige film | El buen patrón                                | In afwachting |